# Operace Kartoffelernte
Operace Kartoffelernte (česky Sběr brambor) byla německá vojenská operace během slovenského národního povstání, jejímž cílem bylo odzbrojení Východoslovenské armády. Probíhala od 31. srpna do 2. září 1944 a v průběhu tří dnů německé jednotky odzbrojily obě východoslovenské divize.

## Přípravy
Příprava Němců na odzbrojení slovenských jednotek na východním Slovensku začala už 24. srpna 1944. Podle některých odhadů byly plány připraveny preventivně, po německých zkušenostech s přechodem Rumunska na stranu Spojenců. Plány na odzbrojení byly schváleny ve štábu Skupiny armád Severní Ukrajina 27. srpna. Podle první verze se měla slovenská armáda odzbrojit bez internováni. Druhá verze počítala s odzbrojením i internováním příslušníků slovenské armády.
Hlavním důvodem neúspěchu slovenských jednotek na východním Slovensku byla neukončená příprava na zahájení povstání. Viliam Talský, Golianem přímo pověřený vedením nejdůležitější části povstání, nestihl do 29. srpna ukončit přípravy a mobilizaci jednotek na očekávané bojové operace. Generál Augustín Malár, velitel obou východoslovenských divizí, se přesto, že s ním Golianovo velení počítalo, k povstání nepřidal Malár uznávaný i mnohými odbojovými důstojníky včetně Goliana, navrhoval počkat na vhodnější příležitost k zasáhnutí do bojů. Letěl dokonce do Bratislavy a v rozhlasovém projevu upokojoval situaci a žádal povstalce na středním Slovensku, aby složili zbraně. Podotýkal přitom, že: …ešte neprišiel vhodný čas na začiatok povstania. Malára však na cestě zpět Němci zatkli. Na východním Slovensku Talský nevyvíjel prakticky žádnou činnost ani dva dny po začátku povstání. V noci z 30. na 31. srpna, po konzultaci se slovenskými letci, kteří se chystali odletět na sovětské území, se rozhodl odletět a projednat tam se sovětskou stranou další postup a koordinaci. Talský nevyhlásil ani jedné divizi pohotovost ani nerozkázal, aby se v žádném případě nenechaly odzbrojit. Divize tak zůstaly v pasivitě bez velení.

## Průběh odzbrojení
Generálplukovník Gotthard Heinrici, velitel německé 1. tankové armády, utvořil 30. srpna 1944 svaz předsunutých oddílů o síle asi 1 200 až 1 300 mužů pod velením plukovníka Mathiase s úkolem obsadit Dukelský průsmyk, proniknout k Bardejovu a odzbrojit 1. pěší divizi slovenské armády. Zároveň z Košic vyrazila proti Velitelství Východoslovenské armády v Prešově skupina generála Rintelena o síle asi 5 000 mužů. Od Užhorodu byla proti 2. pěší divizi nasazena skupina velitele Týlového prostoru 531 generála Bauera.

## Důsledky
Německá operace fakticky zapříčinila rozpad Východoslovenské armády, která jako vojenská síla přestala existovat a v rozhodující chvíli nezasáhla do boje. 22 000 slovenských vojáků a důstojníků bylo postupně internováno. Jen 2 000 vojákům se podařilo uniknout na střední Slovensko, kde se přidali k povstalcům. Asi 15 000 mužů Východoslovenské armády se rozuteklo domů, část z nich odešla k partyzánům.
Tím byla zmařena šance 1. československé armády na Slovensku na otevření karpatských průsmyků Rudé armádě a urychlení jejího postup územím Slovenska.